# Соколовський Олексій Никанорович
Олексі́й Соколо́вський  (* 1 (13) березня 1884 — †1959) — аґроґрунтознавець, дійсний член АН УРСР, кол. Всеукраїнської академії сільськогосподарських наук (з 1926, її перший президент), Всесоюзної академії сільськогосподарських наук (з 1935) і кол. Укр. Академії С.-Г. Наук (з 1956).

## Біографія

Фото могили

Родом з с. Великої Бурімки (тепер Черкаської області) з священичої родини. 1908 закінчив Київський університет, 1910 — Московський сільськогосподарський інститут, з 1911 працював, у лабораторіях російських ґрунтознавців і аґрохіміків Дмитра Прянишникова і Василя Вільямса.
У 1922 році професор, завідувач кафедри ґрунтознавства Московського Межевого Інституту.
У 1924 році за запрошенням Наркомзему УРСР переїхав до Харкова з метою організації науково-дослідної кафедри ґрунтознавства при Харківському сільськогосподарському інституті (з 1944 його директор).
У 1929 році обраний дійсним членом Академії наук України, з 1945 — лабораторію ґрунтознавства АН УРСР, з 1956 — директор створеного на її базі науково-дослідного інституту Ґрунтознавства (тепер Український науково-дослідний Інститут ґрунтознавства і аґрохімії ім. О. Соколовського). У середині 1930-х pp. був заарештований і перебував на засланні.
Праці Соколовського (понад 140) присвячені вивченню фізично-хімічних властивостей ґрунту, впливу обмінних катіонів на механічні й водні властивості ґрунту, окультурення підзолистих і солонцюватих ґрунтів, ролі кальцію у збагаченні ґрунтів на гумус і фіксації в ґрунті мінеральних кольоїдів та гумусу тощо. 
Соколовський створив новий напрям у вивченні кольоїдів ґрунту, зробив цінний вклад у розвиток теорії про ґрунтовий кольоїдний комплекс, умови структуроутворення й аґрономічне значення структури ґрунту тощо. Він є основоположником кольоїдно-хімічної технології ґрунтів, запропонував методу осолонцювання ґрунту для боротьби з фільтрацією води у зрошувальних каналах, ставках тощо. Соколовський автор підручника з сільсько-господарського ґрунтознавства, який вийшов кількома вид. укр. і рос. мовами («Курс сільсько-господарського ґрунтознавства», 1951) та підготував багатьох ґрунтознавців. 1971 видано у Києві «Избранные труды» Соколовського.
Похований на Другому міському кладовищі Харкова.